# Jakub Mátl
Vladimír Jakub Mátl (ur. 2 września 1945, zm. 29 października 1990 w Czeskim Cieszynie) – czeski filozof, uczeń Jana Patočky na Uniwersytecie Karola w Pradze.
Jakub Mátl był działaczem Forum Obywatelskiego (Občanské fórum) i współtwórcą (wraz z Jerzym Kronholdem) idei powstania Międzynarodowego Festiwalu Teatralnego „Na Granicy” w roku 1990.
Zmarł w wyniku zawału mięśnia sercowego.